# Jean-William Prevost
Jean-William Prevost (30 de agosto de 1986) es un deportista canadiense que compite en ciclismo en la modalidad de BMX estilo libre.
Ganó una medalla de bronce en el Campeonato Mundial de Ciclismo Urbano de 2024, en la prueba de flatland. Adicionalmente, consiguió una medalla de plata en los X Games Chiba 2023.

## Medallero internacional
| Campeonato Mundial | Campeonato Mundial | Campeonato Mundial | Campeonato Mundial |
| Año                | Lugar              | Medalla            | Competición        |
| ------------------ | ------------------ | ------------------ | ------------------ |
| 2024               | Abu Dabi (EAU)     | Medalla de bronce  | Flatland           |

| X Games de Verano | X Games de Verano | X Games de Verano | X Games de Verano |
| Año               | Lugar             | Medalla           | Prueba            |
| ----------------- | ----------------- | ----------------- | ----------------- |
| 2023              | Chiba (Japón)     | Medalla de plata  | Flatland          |